# Sint-Salvatorkerk (Křižovnické náměstí)

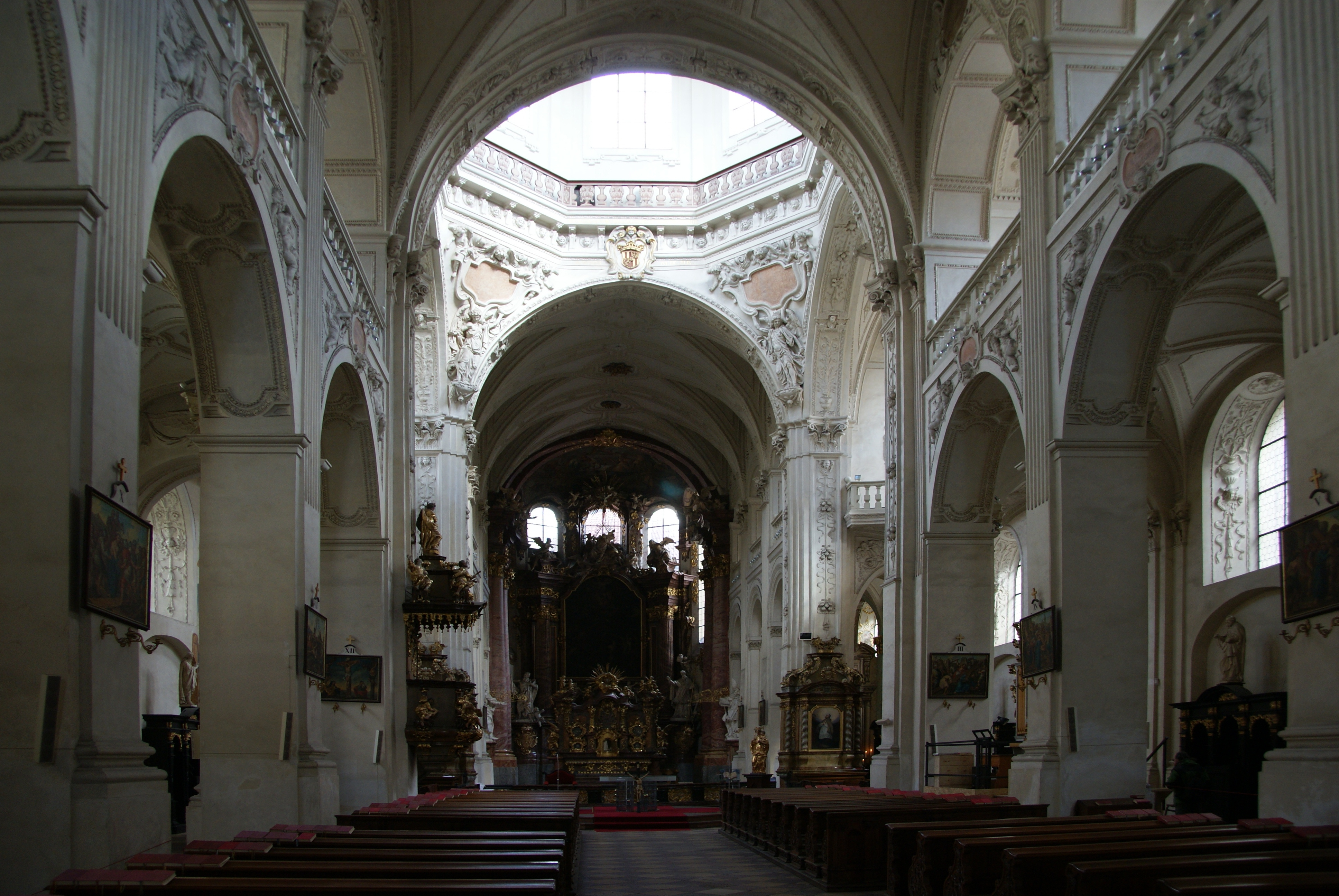

De Sint-Salvatorkerk (Tsjechisch: Kostel svatého Salvátora) is een kerk in de Oude Stad van de Tsjechische hoofdstad Praag. De kerk, gelegen aan het Křižovnické náměstí (Kruisriddersplein), is een van de drie kerken in de Oude Stad gewijd aan Jezus in de vorm van verlosser (salvator mundi). De kerk staat vlak bij de Karelsbrug en is onderdeel van het voormalige jezuïetencollege Clementinum. De Sint-Salvatorkerk is gebouwd in barokstijl.
De kerk werd in de jaren 1578 tot 1601 gebouwd door de Italiaanse architecten Carlo Lurago en Francesco Caratti, samen met František Maxmilian Kaňka uit Bohemen. Na het opheffen van de jezuïetenorde werd de Sint-Salvatorkerk onderdeel van de Karelsuniversiteit. In de kerk spraken vervolgens verschillende beroemdheden, waaronder Bernard Bolzano.